# گونهیلد فولستاد
گونهیلد فولستاد (انگلیسی: Gunhild Følstad؛ زادهٔ ۳ نوامبر ۱۹۸۱) بازیکن فوتبال اهل نروژ است.
از باشگاه‌هایی که در آن بازی کرده‌است می‌توان به اشاره کرد.
وی همچنین در تیم ملی فوتبال زنان نروژ بازی کرده‌است.